# VII. Sancho navarrai király
VII. (Erős) Sancho (Tudela, 1154 –‎ Tudela, 1234. április 7.) navarrai király (1194–1234), a Ximena-ház (más írásmód szerint Jimena-, avagy Jiménez-ház) utolsó uralkodója, VI. (Bölcs) Sancho (1132?–1194) navarrai király (1150–1194) fia.
Kiismerhetetlen, hetvenkedő természete volt. A Szentszék rosszallása ellenére jó kapcsolatokat ápolt a mórokkal, de Kasztíliával, Aragóniával és Portugáliával együtt Navarra is részt vett 1212-ben, a Las Navas de Tolosa-i csatában, ahol a hispániai keresztény államok sorsdöntő győzelmet arattak a mór hadak felett, és ezzel visszafordíthatatlanná tették a reconquistát, azaz a félsziget visszafoglalását a móroktól.
Egyesek szerint VII. Sanchónak volt egy Ferdinánd nevű fia, akiről azonban nem tudunk semmi közelebbit. Annyi biztos, hogy VII. Sancho utód nélkül halt meg, és vele kihalt a Ximena-ház férfiága.
A trónon húgának, Blankának (1177–1229) a fia, I. (Utószülött, avagy Trubadúr) Theobald (1201–1253) követte, akinek apja a Blois-házból származó III. Theobald (franciául: Thibault, magyarosan: Tibold, 1179–1201), Champagne grófja (1197–1201) volt. Ezzel a korona a francia Champagne-i ház birtokába került, és kétszáz évig francia kézen is maradt. (Egyes források Blankát navarrai királynőnek jelölik, de ez tévedés: Sancho túlélte húgát.)
Navarrának legközelebb akkor lett spanyol származású királya, amikor a Trastámara-házból származó II. János aragóniai király (*1397; ur. 1458–1479) házasságkötésével Navarra trónját is megszerezte. Itt is II. János néven uralkodott, de hogy pontosan mikortól és meddig, abban eltérnek az egyes forrásmunkák adatai (a többség szerint 1425-től haláláig volt navarrai király).